# Мамино момче
„Мамино момче“ (на английски: Mama's Boy) е американска трагикомедия от 2007 г. на режисьора Тим Хамилтън, по сценарий на Ханк Никлън, с участието на Даян Кийтън, Джон Хедър, Джеф Даниълс, Ана Фарис и Ели Уолъч. Филмът е разпространен от Warner Bros. за ограничено издание в определени региони на Съединените щати. Пуснат е на 21 декември 2007 г.

## Актьорски състав
| Актьор         | Роля                   |
| -------------- | ---------------------- |
| Джон Хедър     | Джефри Манъс           |
| Даян Кийтън    | Джан Манъс             |
| Джеф Даниълс   | Мърт Джейкъб Розънблум |
| Ана Фарис      | Нора Фланаган          |
| Сара Чок       | Мая                    |
| Дориан Мисик   | Мич                    |
| Ели Уолич      | Сиймор Уорбъртън       |
| Мери Кей Плейс | Барбера                |
| Саймън Хелбърг | Раткон                 |